# Lahkoplinski top
Lahkoplinski top (ang. light-gas gun) je naprava, ki doseže zelo visoke izstopne hitrosti projektilov. Uporabljajo se za študiranje balistike, hipersonične hitrosti in kraterjev, ki jih povzročijo mikrometeoroidi. Te vrste topovi lahko dosežejo izstopne hitrosti 1-8,5 km/s, kar je precej več od tradicionalnih topov, ki redko presežejo 1 km/s. Oznaka »lahkoplinski« se uporablja zato, ker je delovni medij lahki plin, npr. vodik ali helij.
Lahkoplinski top deluje podobno kot zračna puška. Sestavljen je iz velikega bata, ki potisne lahki plin v cev manjšega premera in tako pospeši projektil v njej. 